# Ed Yong
Edmund Soon-Weng Yong (nacido el 17 de diciembre de 1981) es un periodista científico británico nacido en Malasia. Es miembro permanente del personal de The Atlantic, al que se incorporó en 2015. Su trabajo también ha sido publicado por Nature, Scientific American, BBC, Slate, The Guardian, The Times, New Scientist, Wired, The New York Times y The New Yorker. Creó y escribió el blog ahora desaparecido Not Exactly Rocket Science, que se publicó como parte de la red de blogs National Geographic Phenomena.

## Educación
Edmund Soon-Weng Yong nació el 17 de diciembre de 1981 en Malasia. A la edad de 13 años, Yong emigró al Reino Unido en 1994. Se convirtió en ciudadano británico en 2005.
Yong recibió una licenciatura y una maestría en ciencias naturales (zoología) de la Universidad de Cambridge en 2002. Completó sus estudios de posgrado en el University College London (UCL), donde obtuvo una maestría en filosofía (MPhil) en 2005 sobre bioquímica de resolvasas.

## Carrera y premios
El enfoque de Yong sobre la escritura de divulgación científica ha sido descrito como "el futuro de las noticias científicas", y ha recibido numerosos premios por su trabajo. Yong recibió el Premio de Comunicación de las Academias Nacionales de la Academia Nacional de Ciencias en 2010 en reconocimiento a su periodismo en línea, que entonces formaba parte del grupo de blogs de Discover. En el mismo año recibió tres premios de ResearchBlogging.org, que apoya el periodismo científico en línea centrado en cubrir investigaciones que ya han sido publicadas en revistas científicas revisadas por pares que pueden adaptarse para un público más amplio. En 2012 recibió el premio Stephen White de la Unión Nacional de Periodistas (NUJ). Su blog recibió el primer premio al Mejor Blog Científico de la Asociación de Escritores Científicos Británicos en 2014.
Las interacciones de Yong con otros blogueros científicos y el compromiso con quienes han comentado en su blog han servido como estudios de caso para el trabajo académico en estudios de medios.
En septiembre de 2015, Yong se unió a The Atlantic como reportero científico. En agosto de 2020, recibió el Premio Victor Cohn del Consejo para el Avance de la Redacción Científica a la Excelencia en Informes de Ciencias Médicas, citando sus informes sobre la pandemia de COVID-19 y su compromiso de incluir voces marginadas y subrepresentadas en sus escritos. En junio de 2021, Yong recibió el Premio Pulitzer por Reportaje Explicativo por su serie de escritos sobre la pandemia de COVID-19. Vive en Londres y Washington, D.C.

## Vida personal
Yong está casado con Liz Neeley, comunicadora científica. Ocasionalmente colaboran en eventos para dar charlas al público.